# Marvel: La Grande Alleanza 3: L'Ordine Nero
Marvel: La grande alleanza 3 - L'ordine nero (in inglese Marvel: Ultimate Alliance 3 - The Black Order) è un videogioco di tipo action RPG sviluppato nel 2019 da Team Ninja e distribuito da Nintendo in esclusiva per Nintendo Switch. È il terzo capitolo della saga Marvel: La Grande Alleanza composto da Marvel: La Grande Alleanza del 2006 e da Marvel: La Grande Alleanza 2 del 2009, ed è il primo distribuito da Nintendo. Rispetto ai precedenti capitoli, questo terzo episodio è ambientato in un universo narrativo differente. Alla sua uscita, il videogame ha ricevuto critiche non proprio positive. A dicembre 2019 il gioco ha venduto più di un milione di copie nel mondo, diventando uno dei videogiochi più venduti per Nintendo Switch.

## Personaggi giocabili
Questa è la lista dei personaggi giocabili che vengono sbloccati nel corso della storia principale.
- Peter Quill/Star-Lord
- Gamora
- Drax il distruttore
- Rocket & Groot (nel gioco sono considerati un "personaggio unico")
- Natasha Romanoff/La Vedova Nera
- Steve Rogers/Capitan America
- Sam Wilson/Falcon
- Thor
- Tony Stark/Iron Man
- Bruce Banner/Hulk
- Logan/Wolverine
- Crystal
- Wanda Maximoff/Scarlet Witch
- Carol Danvers/Capitan Marvel
- Peter Parker/Spider-Man
- Eddie Brock/Venom
- Luke Cage
- Kamala Khan/Miss Marvel
- Miles Morales/Ultimate Spider-Man
- Gwen Stacy/Spider-Gwen
- Danny Rand/Iron Fist
- Matt Murdock/Daredevil
- Janet van Dyne/Wasp
- Clint Barton/Occhio di falco
- Elizabeth Braddock/Psylocke
- Kurt Wagner/Nightcrawler
- Wade Wilson/Deadpool
- Elsa Bloodstone
- Johnny Blaze/Ghost Rider
- Dottor Stephen Strange
- Ororo Munroe/Tempesta
- T'Challa/Pantera Nera

### Sbloccabili
I seguenti personaggi, invece, sono sbloccabili tramite missioni secondarie o completando il gioco in modalità 'difficile'.
- Elektra Natchios
- Erik Lehnsherr/Magneto
- Loki
- Thanos (nel gioco è anche un nemico)
- Thanos con Il guanto dell'infinito

#### Personaggi aggiunti
I seguenti personaggi sono stati aggiunti gratuitamente al videogame tramite aggiornamento:
- Scott Summers/Ciclope
- Peter Rasputin/Colosso

##### DLC
Tramite la diffusione di tre DLC sono stati aggiunti ulteriori personaggi.
- Eric Brooks/Blade
- Marc Spector/Moon Knight
- Frank Castle/The Punisher
- Dottor Michael Morbius
- Remy LeBeau/Gambit
- Jean Grey/Fenice (nei panni di Fenice Nera nel gioco è anche una nemica)
- Bobby Drake/Uomo ghiaccio
- Nathan Summers/Cable
- Reed Richards/Mister Fantastic
- Susan Storm/Donna invisibile
- Johnny Storm/Torcia Umana
- Ben Grimm/La Cosa
- Victor Von Doom/Dottor Destino (nel gioco è anche un nemico)

### Nemici
Oltre ai già citati Thanos e Dottor Destino, e a Jean Grey come Fenice Nera, nel videogame appaiono i seguenti nemici:
- Annihilus
- Bullseye
- Celestiale
- Gamma Corvi
- Astro Nero
- Il Distruttore
- Otto Octavius/Dottor Octopus
- Dormammu
- Fauce d'Ebano
- Maxwell Dillon/Electro
- Norman Osborn/Green Goblin
- Hela
- Cain Marko/Il Fenomeno
- Wilson Fisk/Kingpin
- Ulysses Klaw
- Maximus
- M.O.D.O.K.
- Quentin Beck/Mysterio
- Mystica
- Nebula
- Proxima Media Nox
- Johann Schmidt/Teschio Rosso
- Ronan l'accusatore
- Flint Marko/Uomo Sabbia
- Sentinelle
- Super Massiva
- Surtur
- Thane
- Ultimo
- Ultron

### Personaggi non giocabili
Nel videogame appaiono altri personaggi dei fumetti Marvel Comics in versione non giocabile.
- Dr. Hank Pym/Ant-Man
- Dr. Hank McCoy/Bestia
- Freccia Nera
- Cosmo
- Gorgon
- Jessica Jones
- Lockjaw
- Medusa
- Nick Fury
- Richard Rider/Nova
- Odino
- Professor Charles Xavier
- Brunilde/Valchiria
- Visione
- Bucky Barnes/Soldato d'Inverno